# Phaconeura fletcheri
Phaconeura fletcheri är en insektsart som beskrevs av George Willis Kirkaldy 1908. Phaconeura fletcheri ingår i släktet Phaconeura och familjen Meenoplidae. Inga underarter finns listade i Catalogue of Life.